# Atac a l'escola d'Örebro l'any 2025
L'Atac a l'escola d'Örebro el 4 de febrer de l'any 2025 fou un tiroteig escolar al Campus Risbergska, un centre d'educació d'adults a Örebro, Suècia. Onze persones van morir, inclòs l'autor, i sis més van resultar ferits. Els motius de l'atac estan actualment sota investigació per part de l'Autoritat de Policia Sueca i el Servei de Seguretat Suec. Sis persones van ser hospitalitzades i les autoritats van advertir que hi podria haver més víctimes. Segons el primer ministre suec Ulf Kristersson, es tractà del pitjor tiroteig massiu de la història del país.

## Rerefons
El Campus Risbergska és un komvux, un centre d'educació d'adults al qual assisteixen principalment persones que no han acabat l'educació primària o secundària. Situat a Örebro, al centre de Suècia, l'escola comparteix un campus amb diverses altres institucions educatives. Aleshores, al voltant de 2.000 estudiants adults estaven matriculats a l'escola, que ofereix cursos en gimnàs, així com de suec per a immigrants.

## Tiroteig
Els agents van ser trucats cap a les 12:33 CET.  Dos professors de l'escola van dir al diari suec Dagens Nyheter que van sentir trets des d'un passadís, seguits d'un silenci durant mitja hora i després més trets.  L'agressor i la policia van intercanviar trets, però cap agent ha resultat ferit.
Maria Pegado, professora de l'escola, va explicar haver sentit els trets i es va escapar amb els seus 15 alumnes pel passadís.  Ingela Bäck Gustafsson, la directora de l'escola, estava menjant quan els estudiants van entrar i van dir a tothom que s'evacuessin; ella i altres es van refugiar a la sala de personal de Myrorna, una botiga de segona mà propera.  Lena Warenmark, una altra professora de l'escola, va dir que hi havia menys estudiants de l'habitual a l'edifici en el moment del tiroteig, ja que molts havien marxat a casa després d'un examen nacional.
L'autoritat policial sueca va declarar que es creu que el presumpte autor va actuar sol i s'ha confirmat la mort en el tiroteig. El cap de la policia local, Roberto Eid Forest, va dir que semblava que el tirador s'havia suïcidat. La ràdio sueca, citant investigacions policials, va dir que s'havia utilitzat una arma de foc automàtica en el tiroteig.

## Perpetrador
L'endemà del tiroteig, Rickard Andersson, de 35 anys, va ser identificat com el tirador.  Andersson estava matriculat al Campus Risbergska i va deixar el seu curs més recent el 2021. La residència d'Andersson a Örebro va ser barricada i assaltada per la policia. TV4 va informar que tenia carnet d'armes de foc i no tenia condemnes penals prèvies. També es va informar que vivia en solitari i estava a l'atur.
El tiroteig inicialment va provocar especulacions a les xarxes socials sobre la identitat de l'autor, fet que va provocar que algunes persones fossin acusades injustament. La policia va instar la ciutadania a no difondre informació no confirmada.

## Conseqüències
Les escoles properes es van tancar i la policia va ordenar al públic que es mantingués allunya i aviat va acordonar la zona. Es van enviar ambulàncies des dels comtats veïns de Södermanland i Västmanland per ajudar el personal mèdic a Örebro, mentre que Värmland enviava sang. A més, Värmland i Dalarna van proporcionar reforços policials. El govern municipal d'Örebro va donar suport després dels tiroteigs, instal·lant un centre de crisi a una església.
Onze persones, inclòs l'agressor, van ser assassinades. Sis persones van ser traslladades a l'Hospital Universitari d'Örebro, cinc de les quals tenien ferides per arma de foc i lesions que posaven en perill la seva vida. Sis policies van ser atesos per inhalació de fum.
El 5 de febrer, el rei Carl XVI Gustaf de Suècia i la reina Sílvia van visitar Örebro i van posar flors prop del lloc del tiroteig.
La cap de la Policia Nacional, Petra Lundh, va afirmar que "La policia té motius per revisar els procediments i les directrius per al maneig de les llicències d'armes".

## Reaccions
El primer ministre suec Ulf Kristersson, va comentar a les xarxes socials que és "un dia molt dolorós per a tota Suècia", i va instar una investigació sobre el tiroteig. El ministre de Justícia Gunnar Strömmer va qualificar el tiroteig com "un dels pitjors tiroteigs de la història de Suècia". El rei Carl XVI Gustaf va enviar el seu condol, igual que els polítics locals i líders mundials inclòs el rei Frederik X de Dinamarca,  la presidenta de la Comissió Europea Ursula von der Leyen i el primer ministre noruec Jonas Gahr Støre.
Roberto Eid Forest, cap de la policia local, va qualificar l'escena d'"horrible i excepcional" i "un malson". Les banderes de totes les institucions governamentals i dels palaus reials es van posar a mitja asta el 5 de febrer.
El Ministeri de Justícia danès va anunciar que els dies 5 i 6 de febrer, els aniversaris de la reina Maria i la princesa Marie, respectivament, no se celebrarien com a dies de bandera, per respecte a les víctimes del tiroteig.